# Березовский, Денис Валентинович
Дени́с Валенти́нович Березо́вский (укр. Денис Валентинович Березовський ; род. 15 июля 1974, Харьков, УССР, СССР) — украинский, а позже российский военачальник, заместитель командующего Тихоокеанским флотом ВМФ России с 2018 года, вице-адмирал ВМФ России (2020).
Командующий Военно-морскими силами Украины (1—2 марта 2014 года). Командующий Военно-морскими силами Автономной Республики Крым (2—18 марта 2014). Заместитель командующего Черноморским флотом ВМФ России (2014—2015).
В связи аннексией Крыма Россией и переходом в 2014 году в состав ВМФ России Березовский обвиняется украинскими властями в государственной измене.
Из-за поддержки российской агрессии во время российско-украинской войны находится под персональными международными санкциями.

## На воинской службе

### ВМС Украины

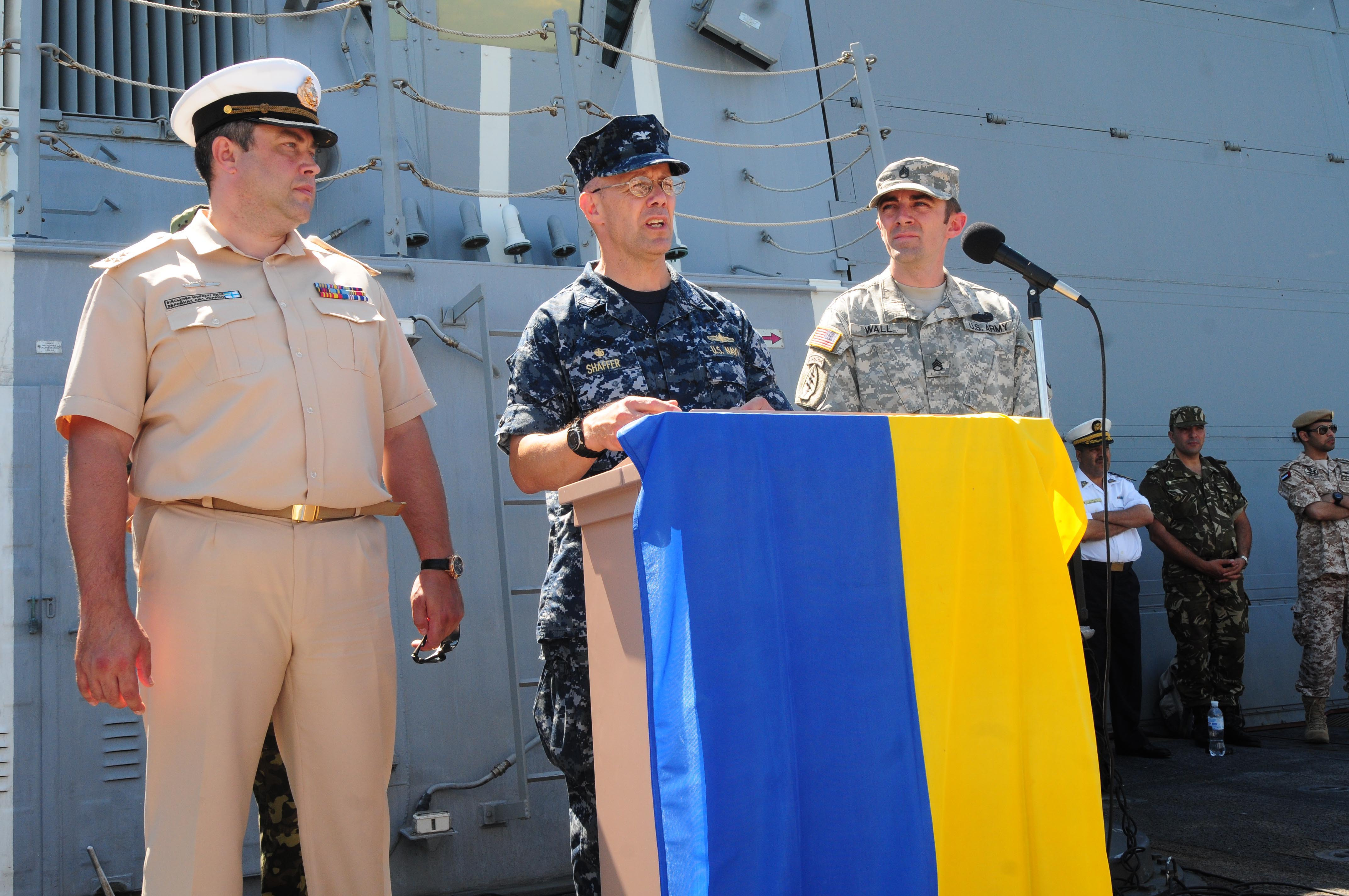
Во время учений ВМС Украины и США, 2012 год

В 1996 году окончил Севастопольский военно-морской институт имени П. С. Нахимова.
В 2002—2005 годах — командир флагмана Украинских ВМС фрегата «Гетман Сагайдачный». В 2005 году перешёл на штабную работу; в 2009 году ему было досрочно присвоено звание «капитан 1 ранга», 6 декабря 2012 года присвоено воинское звание «контр-адмирал». В 2012 и 2013 годах руководил совместными учениями ВМС Украины и США «Си Бриз-2012» и «Си Бриз-2013».
До 1 марта 2014 года занимал должность заместителя командующего по боевой подготовке — начальника управления боевой подготовки ВМС Украины; 1 марта 2014 года указом и. о. президента Украины А. В. Турчинова назначен командующим Военно-морскими силами Украины.
2 марта принёс присягу на верность народу Крыма. В этот же день отстранён от занимаемой должности решением и. о. министра обороны Украины И. И. Тенюха и указом и. о. президента Украины. Генеральной прокуратурой Украины в отношении Березовского возбуждено уголовное дело по обвинению в государственной измене.
2 мая 2018 года лишён всех государственных наград Украины в соответствии с решением Совета национальной безопасности и обороны Украины. 1 декабря 2021 года воссозданная на Украине прокуратура Автономной Республики Крым направила в суд обвинительный акт против бывшего командующего военно-морскими силами страны Дениса Березовского. Ему вменяют государственную измену и создание и руководство преступной организацией.

### ВМФ России
С 2 марта 2014 года — командующий флотом Автономной Республики Крым (с 17 марта — Республики Крым).
24 марта 2014 года министр обороны Российской Федерации генерал армии Сергей Шойгу во время рабочей поездки в Крым назначил Дениса Березовского заместителем командующего Черноморским флотом России и вручил ему личный номер российского военнослужащего.

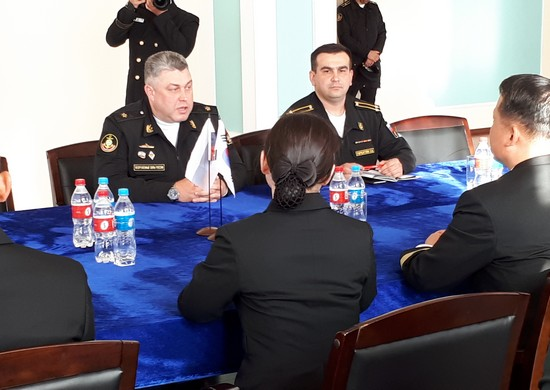
Во время встречи с офицерами ВМС Республики Корея, 2019 год

20 апреля 2014 года он был утверждён в этой должности указом Президента Российской Федерации Владимира Путина.
22 апреля 2014 года Березовский был представлен офицерам штаба Черноморского флота заместителем министра обороны Российской Федерации генералом армии Николаем Панковым.
С 2015 года проходил обучение в Военной академии Генерального штаба Вооружённых сил Российской Федерации.
С ноября 2018 года — заместитель командующего Тихоокеанским флотом ВМФ России.
20 февраля 2020 года присвоено воинское звание «вице-адмирал».

## Международные санкции
Из-за поддержки российской агрессии и нарушения территориальной целостности Украины во время российско-украинской войны находится под персональными международными санкциями разных стран.
17 марта 2014 года включён Евросоюзом в санкционный список лиц, у которых в ЕС замораживаются активы и в отношении которых введены визовые ограничения, так как «присягнул вооруженным силам Крыма, тем самым нарушив присягу, данную им ВМС Украины».
С 16 сентября 2022 года находится под санкциями Великобритании. С 16 марта 2022 года находится под санкциями Швейцарии. С 24 июня 2020 года находится под санкциями Австралии. С 5 августа 2014 года находится под санкциями Японии. Указом президента Украины Владимира Зеленского от 27 февраля 2021 находится под санкциями Украины.

## Награды
- Медаль «За безупречную службу» III степени (Украина, 27 июня 2007 года; позднее лишён) — за весомый личный вклад в укрепление обороноспособности Украины, образцовое выполнение воинского долга и по случаю Дня Военно-морских сил Вооружённых сил Украины[25];
- Памятный знак «230 лет Черноморскому флоту Российской Федерации» (Черноморский флот ВМФ России, 2013 год) — за активное участие в подготовке и проведении совместного украинско-российского учения «Фарватер мира 2013», показанный высокий уровень теоретической подготовки, морской, полевой и лётной выучки[26][27];
- Медаль «За возвращение Крыма» (март 2014 года) — за заслуги в обеспечении безопасности в период проведения всенародного референдума в Республике Крым[28];
- Медали Российской Федерации[29].